# Trepador social

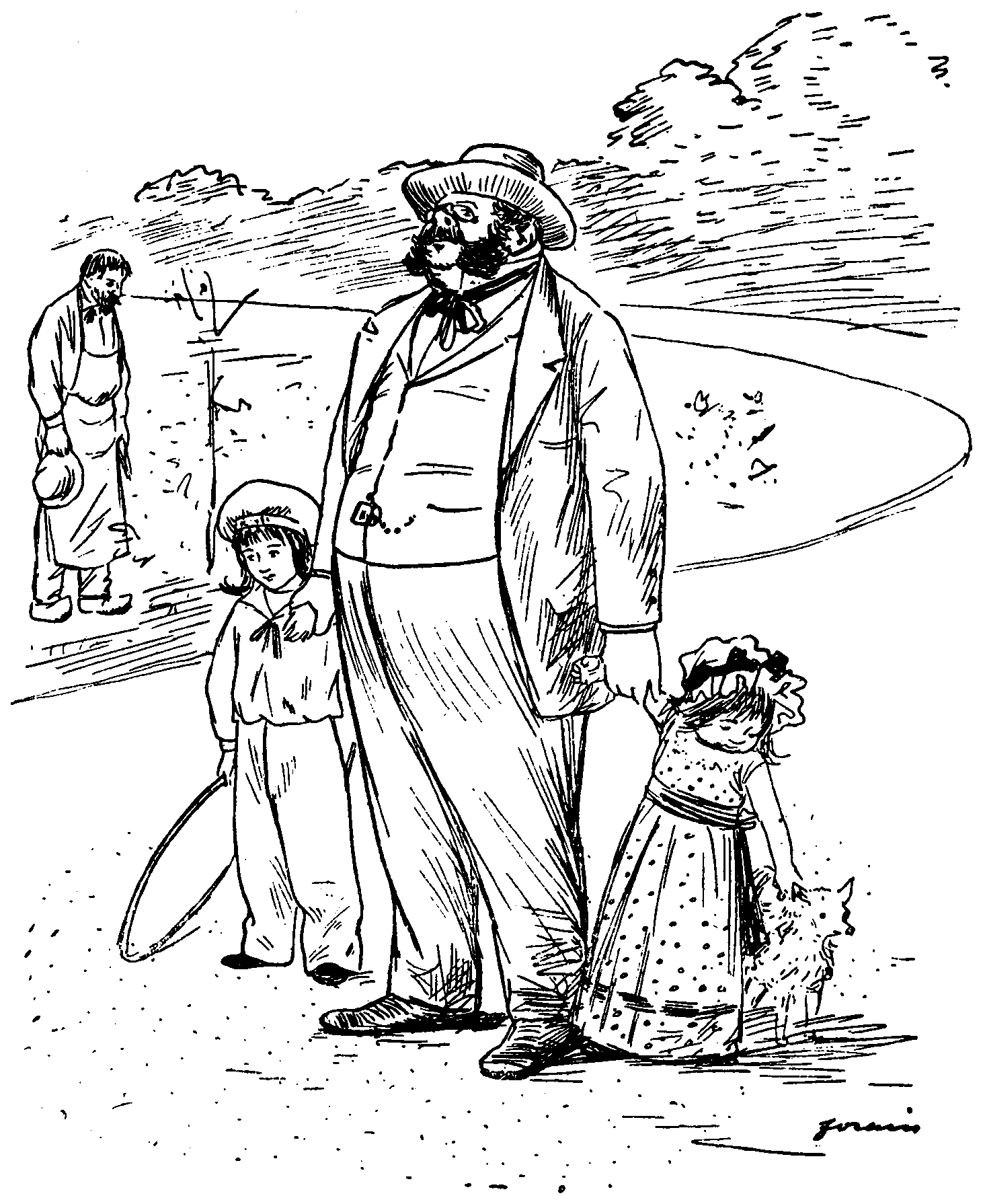
Les parvenus, caricatura extraída de L'Homme et la Terre

Un advenedizo, trepador o escalador social, o también parveno (de parvenu, el participio pasado del verbo francés parvenir «lograr», «alcanzar») es una persona relativamente nueva en una clase socioeconómica superior. Es decir, una persona de origen humilde que rápidamente ha ganado riqueza o una posición social influyente; un nouveau riche («nuevo rico»). Generalmente se usa sugiriendo que la persona no es adecuada para su nueva posición social, o también que alcanzó tal posición mediante una mala ética de trabajo, la falta de modales o la deslealtad a sus propias raíces.
En España se denomina «trepas» o «arribistas» a las personas ambiciosas que, sin escrúpulos, tratan de ascender por la escala social o asegurar su superioridad de clase, normalmente saltándose lo moral. En Argentina y Chile se les denomina coloquialmente como piojos resucitados. Son términos similares pero despectivos.

## Ejemplos históricos
Varios ejemplos podrían incluir profesionales del deporte y el entretenimiento nacidos y criados en la pobreza y de repente se encuentran con ingresos significativamente más altos debido a su nuevo estatus de celebridad.
En los siglos XVIII y XIX, las familias reales europeas consideraban a la familia Bonaparte como una realeza advenediza. Napoleón III planeó casarse con las realezas sueca y alemana, pero no tuvo éxito por ser advenedizo. Por ejemplo, su plan de casarse con Anna Pavlovna, una de las hermanas del emperador Alejandro, no se llevó a cabo porque la Emperatriz Madre, Sofía Dorotea de Wurtemberg, se opuso a la unión debido al estatus advenedizo de Napoleón. La razón dada para la falta de alianza fueron sus diferencias religiosas. También se dijo que este era el caso del matrimonio de la princesa egipcia Fawzia con el futuro Shah de Irán, Mohammad Reza de la dinastía Pahlavi. Una de las razones especuladas para su divorcio es que la familia de Fawzia, incluido el rey Faruq I, veía a los Pahlavis como advenedizos. Aunque la dinastía de Mehmet Alí de Egipto y Sudán, a la que pertenecía Fawzia, tuvo comienzos humildes, había consolidado su estatus en Egipto y el mundo árabe desde 1805. En contraste, los Pahlavis fueron una dinastía mucho más reciente, debiendo su estatus por completo al golpe de Estado acometido por el padre de Mohammad Reza, Reza Shah, en 1921.
Muchos advenedizos estadounidenses llegaron allí como inmigrantes pobres y luego ascendieron en la escala social. Es lo que se llamó «la tierra de las oportunidades» o también, «el sueño americano», en el que uno podía ascender socialmente si trabajaba duro para conseguirlo. Estos inmigrantes comenzaron como trabajadores, aprovecharon las oportunidades económicas de los EE. UU., y luego se convirtieron en funcionarios, trabajadores de cuello blanco y, en definitiva, miembros  respetables de la sociedad. Tal ejemplo podría ser John Jacob Astor, cuya familia una vez desolló conejos para ganarse la vida. Con su hermano, construyó íconos de la ciudad de Nueva York como el Hotel Waldorf-Astoria. Su nieto se mudó a Inglaterra, donde finalmente se convirtió en el primer vizconde Astor.
Otro ejemplo fueron las clases obreras en Argentina, que durante el primer gobierno peronista vieron multiplicado su poder adquisitivo pudiendo así avanzar en la llamada «movilidad social ascendente» gracias a las políticas de expansión de la educación y del trabajo industrial más los derechos conquistados, como por ejemplo las vacaciones pagas, el aguinaldo, el salario mínimo, licencias por enfermedad, etc.
En el siglo XIX, la aristocracia francesa veía a las mujeres judías que se convirtieron al cristianismo después del matrimonio como advenedizas. La profesora Catherine Nicault de la Universidad de Reims Champagne-Ardenne ha argumentado que esto ejemplifica la forma en que la aristocracia francesa era hostil hacia los judíos.

## Literatura
La feria de las vanidades, de Becky Sharp, es considerada un arquetipo de escalador social, habiendo coqueteado con la clase alta británica. El personaje no nació para la riqueza o la aristocracia, sino que, gracias a la ambición personal, ha escalado la escalera social a través del oportunismo.
- En la novela Enigma Otiliei del escritor rumano George Călinescu, Stănică Rațiu representa a los nuevos ricos. Obtiene su riqueza robando dinero de un viejo rico y casándose con la élite.
- En la novela El Gran Gatsby, Gatsby representa a los nuevos ricos. Obtiene su riqueza a través del contrabando, la gasta generosamente y lucha por ganar la aceptación del dinero antiguo.
- En la novela Rojo y negro, el protagonista provincial Julien Sorel se considera un parveno después de establecerse al servicio del marqués de la Mole.
- En El jardín de los cerezos, Gayev considera a Lophakhin como un advenedizo, ya que muchos críticos interpretan sus comentarios.
- Pip, de Grandes esperanzas de Dickens, podría ser considerado un advenedizo por muchos.
- Edmond Dantès como El conde de Montecristo en la obra de Alejandro Dumas.
- John y Alisoun en El cuento del molinero, de Geoffrey Chaucer.
- Franklin en The Franklin's Tale, de Geoffrey Chaucer.
- La Sra. Bennet y los Bingleys, en la novela Orgullo y prejuicio de Jane Austen.
- Philip Elton en la novela Emma de Jane Austen.
- Jane Wilson en la novela de Anne Brontë La inquilina de Wildfell Hall.
- Barry Lyndon, protagonista de la novela La suerte de Barry Lyndon de William Makepeace Thackeray, así como de la película homónima de Stanley Kubrick.
- El collar de Guy De Maupassant cuenta la historia de Madame Mathilde Loisel y su esposo. Mathilde siempre se imaginó a sí misma en una posición social alta con joyas maravillosas. Sin embargo, ella no tiene nada y se casa con un empleado mal pagado que hace todo lo posible para hacerla feliz.
- William Wilson, un cuento de Edgar Allan Poe.

## Filosofía
- Friedrich Nietzsche en La gaya ciencia dice en la sección 176 sobre compasión les souverains rangent aux parvenus, «el soberano se pone a sí mismo ante el parveno».

## Película y televisión
- En Miss Potter, Beatrix Potter se refiere a sus padres como «parvenos... escaladores sociales» después de que intentan evitar que se case con su editor Norman Warne ya que él es un comerciante, a pesar de que provienen de un entorno comercial.
- En Der Untergang, Adolf Hitler acusa furiosamente a Hermann Göring de ser un parvenu.
- En The Crown, la reina consorte María de Tek dice que el príncipe Felipe de Edimburgo «representa a una familia real de carpetbaggers y parvenos».
- Hyacinth Bucket, el protagonista de la comedia británica Keeping Up Appearances es parveno.
- En El Gordo y el Flaco, Stan Laurel llama parveno a Hal Roach cuando se niega a darles aumentos.